# L'Île des chiens
Pour les articles homonymes, voir Île aux Chiens.
Ne doit pas être confondu avec L'Île aux chiens.
L'Île des chiens est un roman policier américain de Patricia Cornwell publié en 2001. Le titre original est Isle of Dogs.